# Combate de Chicaloma

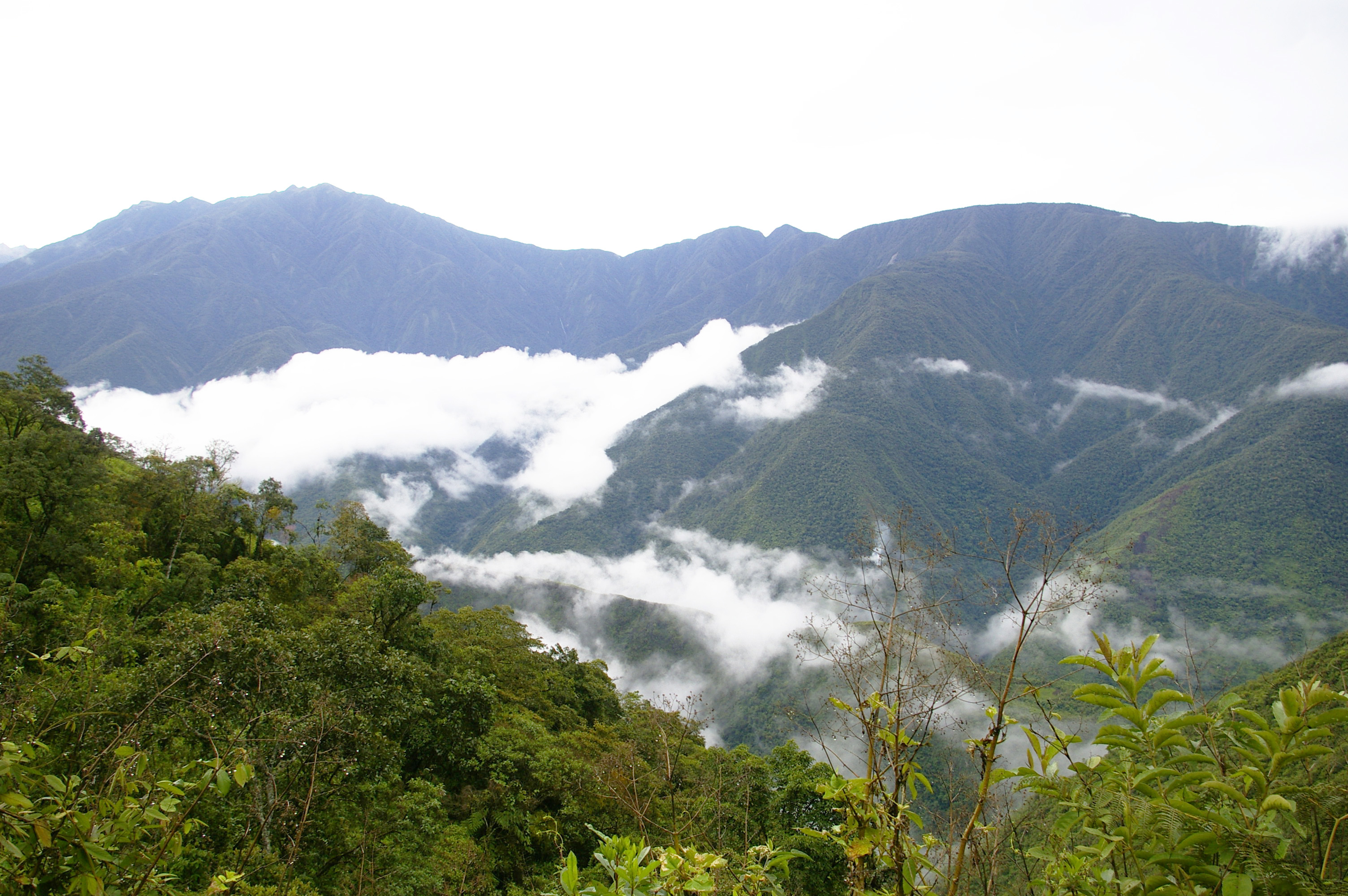
Región de los Yungas en Bolivia, entre la Cordillera Oriental y la Amazonía.

El combate de Chicaloma fue una confrontación armada librada el 11 de noviembre de 1809 entre tropas patriotas y fuerzas realistas en la localidad de Chicaloma, en la región de los Yungas de Bolivia. Enmarcado en el contexto de la guerra de guerrillas posterior a la Revolución del 16 de julio en La Paz, el enfrentamiento resultó en una contundente victoria realista bajo el mando del coronel Domingo Tristán. La batalla culminó con la muerte de al menos 120 patriotas y la captura de líderes insurgentes como Gabriel Antonio Castro y Manuel Victorio García Lanza. Este combate significó un duro golpe para los movimientos independentistas de la región y marcó uno de los episodios más sangrientos de los primeros años de lucha por la emancipación en Charcas.

## Antecedentes
El combate de Chicaloma se enmarca en las primeras acciones militares del proceso independentista de Charcas, iniciado con la Revolución de Chuquisaca del 25 de mayo de 1809. Este levantamiento cuestionó por primera vez la autoridad del virrey del Perú y la legitimidad del gobierno español tras la invasión napoleónica. Inspirado por estos hechos, el 16 de julio de 1809 estalló la Revolución de La Paz, liderada por Pedro Domingo Murillo, quien proclamó la independencia y formó una Junta Tuitiva en defensa de los derechos del pueblo. A partir de este momento se dio inicio a una guerra de guerrillas que duraría más de una década.
En respuesta, el virrey José Fernando de Abascal envió un ejército comandado por José Manuel de Goyeneche, que partió del Cuzco con más de 5.000 hombres. Paralelamente, en La Paz se organizaron fuerzas patriotas para contener a los realistas, destacando el envío de tropas hacia Tiahuanaco al mando de Juan Bautista Sagárnaga. Goyeneche intentó negociar con los insurgentes en Laja a mediados de octubre, sin éxito, y avanzó hasta Chacaltaya, donde las fuerzas revolucionarias fueron derrotadas el 25 de octubre, evento conocido como la Batalla de Chacaltaya. Esto permitió la entrada de Goyeneche a la ciudad de La Paz. Los sobrevivientes de Chacaltaya se replegaron hacia los Yungas, reorganizándose en Coroico y Chulumani, donde se sumaron combatientes como los 45 hombres de Ocobaya liderados por Diego de Inofuentes, alcalde de dicha localidad. En esta región se encontraba Manuel Victorio García Lanza, como subdelegado de la Junta Tuitiva de La Paz. Con los insurgentes reagrupados, el coronel realista Domingo Tristán marchó hacia Irupana, lo que desembocó en el combate del 11 de noviembre de 1809 en Chicaloma.

## Consecuencias
Tras la derrota patriota en Chicaloma, casi todos los líderes insurgentes fueron capturados, incluidos Gabriel Antonio Castro y Manuel Victorio García Lanza. Este último fue ejecutado por las tropas realistas y su cabeza expuesta en una pica en Coroico como escarmiento. Otros lograron escapar, como fue el caso del guerrillero Eusebio Lira. El triunfo de las fuerzas leales comandadas por Domingo Tristán consolidó el avance realista en los Yungas. A partir de diciembre de 1809 se iniciaron los procesos judiciales contra los insurgentes, que culminaron con la ejecución de nueve líderes revolucionarios el 29 de enero de 1810. Estos hechos marcaron el fin del primer ciclo revolucionario en La Paz y dieron paso a un prolongado periodo de lucha guerrillera en la región.